# Dekanat legionowski
Dekanat legionowski – dekanat diecezji warszawsko-praskiej, wchodzącej w skład metropolii warszawskiej. Dziekanem dekanatu legionowskiego jest ks. kan. Grzegorz Kucharski, proboszcz parafii św. Jana Kantego w Legionowie.

## Historia
W skład utworzonego w 1987 roku dekanatu weszły parafie należące wcześniej do dekanatu nowodworskiego. 

## Dziekani
- ks. Lucjan Szczęśniak (1995-2020)[2][3]
- ks. Grzegorz Kucharski (2020 - )[3]

## Parafie
| Lp | Miejscowość / parafia                           | Proboszcz / administrator     | Zdjęcie |
| -- | ----------------------------------------------- | ----------------------------- | ------- |
| 1  | Legionowo św. Jana Kantego                      | ks. kan. Grzegorz Kucharski   |         |
| 2  | Legionowo Najświętszego Ciała i Krwi Chrystusa  | ks. Piotr Główka              |         |
| 3  | Legionowo Matki Bożej Fatimskiej                | ks. kan. Tomasz Chciałowski   |         |
| 4  | Legionowo Miłosierdzia Bożego                   | ks. Ireneusz Węgrzynowicz     |         |
| 5  | Legionowo św. Józefa                            | ks. kan.ppłk Marcin Czeropski |         |
| 6  | Jabłonna Matki Bożej Królowej Polski            | ks. kan. Jerzy Sieńkowski     |         |
| 7  | Chotomów Wniebowzięcia Najświętszej Maryi Panny | ks. kan. Mirosław Gawryś      |         |
| 8  | Wieliszew Przemienienia Pańskiego               | ks. Jarosław Mazurek          |         |

Parafia cywilno-wojskowa św. Józefa Oblubieńca NMP w Legionowie należy także do Dekanatu Inspektoratu Wsparcia Sił Zbrojnych.